# Le fate ignoranti - La serie
Le fate ignoranti - La serie (Les fées ignorantes - la série) est une série télévisée Italienne créée par Ferzan Özpetek et Gianni Romoli d'après le film Tableau de famille (2001), et mise en ligne le 13 avril 2022 sur Disney+.
Au Québec, elle est disponible sous son titre anglophone, The Ignorant Angels.

## Synopsis
Massimo mène une double vie, entre sa femme Antonia avec qui il vit depuis vingt ans, et son amant Michele qu'il voit depuis un an. Un soir, il meurt dans un accident de la circulation. En lisant la dédicace d'un tableau que son mari gardait à son travail, Antonia découvre qu'il entretenait une liaison, mais elle ignore avec qui. En menant l'enquête, elle va faire la connaissance de Michele et de son groupe d'amis qui habitent tous le même immeuble.

## Distribution
- Cristiana Capotondi (VFB : Maia Baran) : Antonia, femme de Massimo
- Eduardo Scarpetta (it) (VFB : Olivier Prémel) : Michele, l'amant de Massimo, peintre
- Serra Yilmaz (VFB : Monique Clémont) : Serra, amie turque de Michele et concierge de l'immeuble
- Ambra Angiolini (VFB : Claire Tefnin) : Annamaria, femme de Roberta et cartomancienne
- Anna Ferzetti (VFB : Micheline Tziamalis) : Roberta, femme d'Annamaria et psychologue
- Paola Minaccioni (VFB : Fabienne Loriaux) : Luisella, vendeuse de fruits et légumes originaire de Naples
- Burak Deniz : Asaf, neveu de Serra et photographe
- Filippo Scicchitano : Luciano, fiancé de Riccardo et consultant en affaires
- Edoardo Purgatori (it) (VFB : Alexandre Crépet) : Riccardo, fiancé de Luciano, travaille dans une banque
- Carla Signoris (VFB : Nathalie Hons) : Veronica, mère d'Antonia
- Edoardo Siravo (it) (VFB : Michel Hinderyckx) : Valter, ami de Michele qui lui a appris son métier
- Samuel Garofalo (VFB : Brieuc Lemaire) : Sandro, ami de Michele, encore amoureux de lui
- Lilith Primavera (VFB : Esther Aflalo) : Vera, femme transgenre
- Luca Argentero (VFB : Simon Duprez) : Massimo, mari d'Antonia et amant depuis un an de Michele

## Production
La chanson du générique est le titre créé pour le film de 2001, interprété par Mina.

### Choix des interprètes
La série ne reprend pas les acteurs du film Tableau de famille. Les rôles principaux sont dévolus à Cristiana Capotondi, Eduardo Scarpetta et Luca Argentero. On retrouve aussi dans la distribution Serra Yilmaz, une actrice fétiche de Ferzan Özpetek.

### Tournage
La série est tournée à Rome, principalement dans l'arrondissement d'Ostiense, mais aussi dans le centre historique, près du Colisée.

### Fiche technique
Sauf indication contraire, les informations mentionnées dans cette section peuvent être confirmées par la base de données cinématographiques IMDb,  présente dans la section « Liens externes ».
- Titre original et français : Le fate ignoranti - La serie
- Titre anglophone et au Québec : The Ignorant Angels
- Création : Ferzan Özpetek et Gianni Romoli
- Réalisation : Ferzan Özpetek et Gianluca Mazzella
- Scénario : Ferzan Özpetek, Gianni Romoli, Carlotta Corradi et Massimo Bacchini
- Musique : Pasquale Catalano
- Directions artistique : Jessica Scudieri et Serda Ceren Sagbas
- Décors : Giulia Busnengo
- Costumes : Mariano Tufano
- Montage : Pietro Morana
- Production : Tilde Corsi, Birsin Colakoglu et Gianni Romoli
- Société de production : R&C Produzioni
- Société de distribution : Disney+
- Pays de production :  Italie
- Langue originale : italien
- Format : couleur - format HDTV 1080i - son 5.1
- Genre : comédie romantique, drame
- Nombre de saisons : 1
- Nombre d'épisodes : 8
- Durée : 50 minutes
- Date de diffusion : 13 avril 2022 sur Disney+

## Épisodes
1. L'Amour (L'Amore)
2. L'Absence (L'assenza)
3. Le Secret (Il segreto)
4. La Trahison (Il tradimento)
5. La Famille (La famiglia)
6. Le Monde extérieur (Il mondo fuori)
7. Le Voyage (Il viaggio)
8. Ailleurs (L'altrove)

## Réception critique
Pour Elle.it « Les Fées Ignorantes - La Série raconte la vie, avec ses compromissions, l'amour entre secrets et mensonges, la solidarité des amants, le sentiment de la tromperie, et maintient le sens choral du film, avec une pincée de modernité. Fortement recommandé ».
Jock.life décrit la série comme un « petit bijou à la fois drôle et touchant », dont le « casting […] est tout aussi brillant que dans le film ».
Pour L'Est républicain, « « Les Fées ignorantes » est une belle série collégiale, où, après la douleur, la bonne humeur revient et est générale ».